# Gianfrancesco Gonzaga (1488-1524)

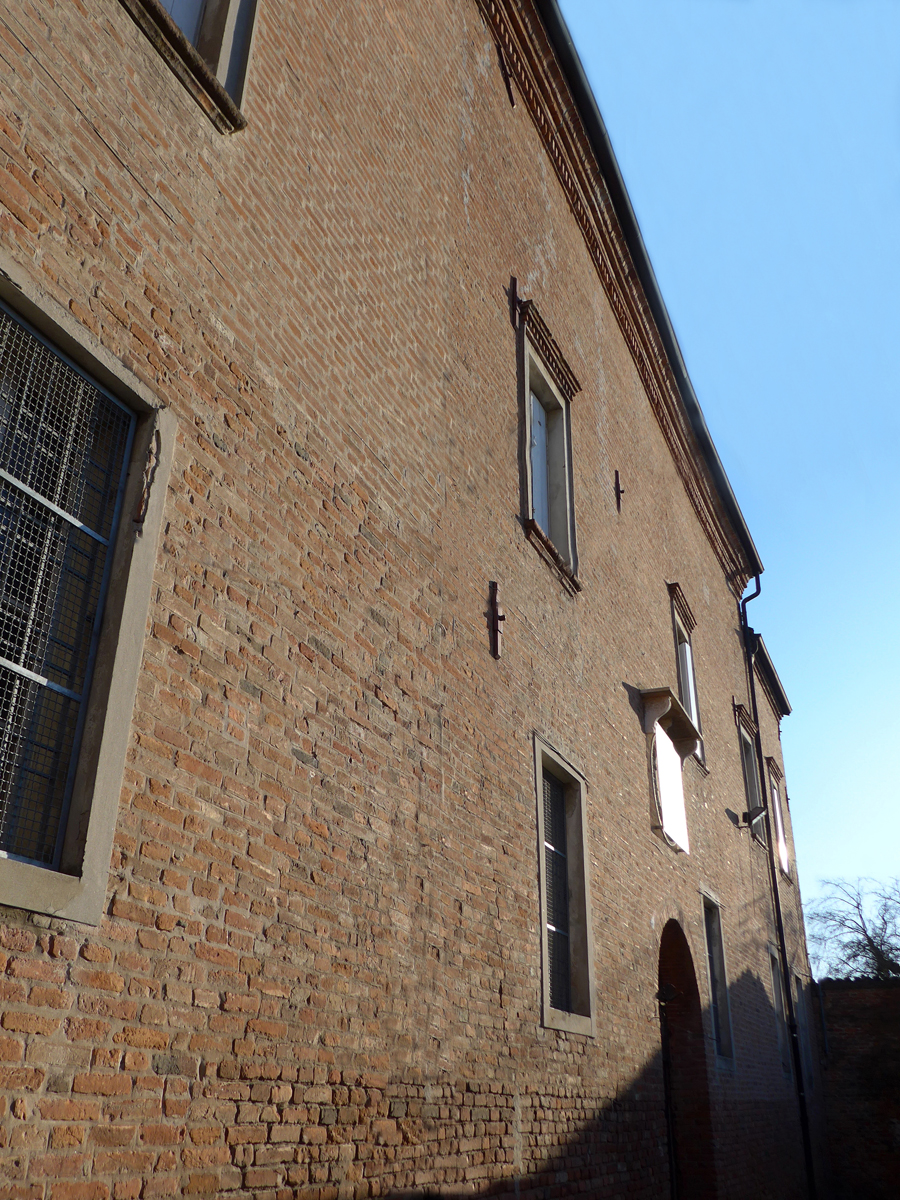
Palazzo della Macina

Gianfrancesco Gonzaga (Luzzara, 2 febbraio 1488 – 18 dicembre 1524) è stato un nobile italiano.

## Biografia
Gianfrancesco era il secondo figlio e il primogenito maschio di Rodolfo Gonzaga e di Caterina Pico della Mirandola.
Alla morte del padre, avvenuta nella battaglia di Fornovo del 6 luglio 1495, in base alle sue disposizioni testamentarie, Gianfrancesco, allora di sette anni, e il fratellino Aloisio, nato soltanto l'anno prima, ne ereditarono congiuntamente beni e titoli, con il vincolo però che questi fossero mantenuti indivisi fino alla loro maggiore età. Nel frattempo i due minori sarebbero rimasti sotto la tutela della madre e del cugino Francesco II Gonzaga, marchese di Mantova. 
Nel 1501 Caterina Pio fu assassinata per una storiaccia di corte e i due ragazzi rimasero affidati a Francesco II, che, probabilmente per deferenza nei confronti del loro padre, morto coraggiosamente combattendo al suo seguito, ne curò con scrupolo gli interessi.
Il 31 luglio 1502 l'imperatore Massimiliano i investì congiuntamente i due giovani dei feudi paterni e, solo nel 1508, Gianfrancesco, ormai ventenne, fu autorizzato ad operare la spartizione, debitamente sanzionata dall'imperatore: a lui toccò Luzzara con il relativo titolo marchionale, al fratello minore Castiglione e Solferino. Allo morte dello zio Ludovico, vescovo eletto di Mantova e già consignore con il loro padre, ad Aloisio sarebbe andato anche Castel Goffredo e a lui Ostiano.
Gianfrancesco divenne così capostipite del ramo dei Gonzaga di Luzzara: nel dicembre 1507 aveva sposato Laura Pallavicino, figlia di Galeazzo I Pallavicino, marchese di Busseto e di Elisabetta Sforza, figlia naturale di Tristano Sforza.
Dopo aver ottenuto l'introduzione a Luzzara, con decreto imperiale, dell'istituto della primogenitura, Gianfrancesco abdicò a favore del figlio primo nato Massimiliano l'11 ottobre 1524, ma l'ultimogenito Rodolfo avrebbe in seguito rifiutato di accettare la propria esclusione dalla linea di successione, aprendo con il fratello un'aspra contesa per la consignoria.
Morì il 18 dicembre del 1524.

## Discendenza
Gianfrancesco e Laura ebbero otto figli:
- Massimiliano (1513-1578), ottenne il feudo nel 1524 per abdicazione del padre;
- Elisabetta, andò monaca;
- Margherita, andò monaca;
- Angela, morta infante;
- Ippolita, morta infante;
- Guglielmo, morto infante;
- Galeazzo, morto infante;
- Rodolfo (m. 1553), conte di Poviglio.

## Ascendenza
|                        |                 |                        | Genitori                  |  |  | Nonni |  |  | Bisnonni              |  |  | Trisnonni           |  |
|                        |                 |                        |                           |  |  |       |  |  | Gianfrancesco Gonzaga |  |  | Francesco I Gonzaga |  |
|                        |                 |                        |                           |  |  |       |  |  | Gianfrancesco Gonzaga |  |  | Francesco I Gonzaga |  |
|                        |                 | Margherita Malatesta   |                           |  |  |       |  |  | Gianfrancesco Gonzaga |  |  |                     |  |
| Ludovico III Gonzaga   |                 |                        |                           |  |  |       |  |  | Gianfrancesco Gonzaga |  |  |                     |  |
|                        |                 | Paola Malatesta        | Malatesta IV Malatesta    |  |  |       |  |  |                       |  |  |                     |  |
|                        |                 | Paola Malatesta        | Malatesta IV Malatesta    |  |  |       |  |  |                       |  |  |                     |  |
|                        |                 | Paola Malatesta        | Elisabetta da Varano      |  |  |       |  |  |                       |  |  |                     |  |
| Rodolfo Gonzaga        |                 | Paola Malatesta        |                           |  |  |       |  |  |                       |  |  |                     |  |
|                        |                 | Giovanni l'Alchimista  | Federico I di Brandeburgo |  |  |       |  |  |                       |  |  |                     |  |
|                        |                 | Giovanni l'Alchimista  | Federico I di Brandeburgo |  |  |       |  |  |                       |  |  |                     |  |
|                        |                 | Giovanni l'Alchimista  | Elisabetta di Baviera     |  |  |       |  |  |                       |  |  |                     |  |
| Barbara di Brandeburgo |                 | Giovanni l'Alchimista  |                           |  |  |       |  |  |                       |  |  |                     |  |
|                        |                 | Barbara di Sassonia    | Rodolfo III di Sassonia   |  |  |       |  |  |                       |  |  |                     |  |
|                        |                 | Barbara di Sassonia    | Rodolfo III di Sassonia   |  |  |       |  |  |                       |  |  |                     |  |
|                        |                 | Barbara di Sassonia    | Barbara di Legnica        |  |  |       |  |  |                       |  |  |                     |  |
| Gianfrancesco Gonzaga  |                 | Barbara di Sassonia    |                           |  |  |       |  |  |                       |  |  |                     |  |
|                        | Giovanni I Pico | Francesco II Pico      |                           |  |  |       |  |  |                       |  |  |                     |  |
|                        | Giovanni I Pico | Francesco II Pico      |                           |  |  |       |  |  |                       |  |  |                     |  |
|                        | Giovanni I Pico | …                      |                           |  |  |       |  |  |                       |  |  |                     |  |
| Gianfrancesco I Pico   | Giovanni I Pico |                        |                           |  |  |       |  |  |                       |  |  |                     |  |
|                        |                 | Caterina Bevilacqua    | Guglielmo Bevilacqua      |  |  |       |  |  |                       |  |  |                     |  |
|                        |                 | Caterina Bevilacqua    | Guglielmo Bevilacqua      |  |  |       |  |  |                       |  |  |                     |  |
|                        |                 | Caterina Bevilacqua    | Taddea Tarlati            |  |  |       |  |  |                       |  |  |                     |  |
| Caterina Pico          |                 | Caterina Bevilacqua    |                           |  |  |       |  |  |                       |  |  |                     |  |
|                        |                 | Feltrino Boiardo       | Matteo Boiardo            |  |  |       |  |  |                       |  |  |                     |  |
|                        |                 | Feltrino Boiardo       | Matteo Boiardo            |  |  |       |  |  |                       |  |  |                     |  |
|                        |                 | Feltrino Boiardo       | Bernardina Lambertini     |  |  |       |  |  |                       |  |  |                     |  |
| Giulia Boiardo         |                 | Feltrino Boiardo       |                           |  |  |       |  |  |                       |  |  |                     |  |
|                        |                 | Guiduccia da Correggio | Gherardo VI da Correggio  |  |  |       |  |  |                       |  |  |                     |  |
|                        |                 | Guiduccia da Correggio | Gherardo VI da Correggio  |  |  |       |  |  |                       |  |  |                     |  |
|                        |                 | Guiduccia da Correggio | …                         |  |  |       |  |  |                       |  |  |                     |  |
|                        |                 | Guiduccia da Correggio |                           |  |  |       |  |  |                       |  |  |                     |  |

## Genealogia
|            |            |                                             |                                             |                 |                           |                           |                     |                     |                     |       |       |        |                     |                          |                          |                     |                     |                                   |                                   |                       |                       |
|            |            |                                             |                                             |                 |                           |                           |                     |                     | Rodolfo (1452-1495) |       |       |        |                     |                          |                          |                     |                     |                                   |                                   |                       |                       |
|            |            |                                             |                                             |                 |                           |                           |                     |                     |                     |       |       |        |                     |                          |                          |                     |                     |                                   |                                   |                       |                       |
|            |            |                                             |                                             |                 |                           |                           |                     |                     |                     |       |       |        |                     |                          |                          |                     |                     |                                   |                                   |                       |                       |
|            |            |                                             |                                             |                 | Gianfrancesco (1488-1524) | Gianfrancesco (1488-1524) |                     |                     |                     |       |       |        | Aloisio (1494-1549) | Aloisio (1494-1549)      |                          |                     |                     |                                   |                                   |                       |                       |
|            |            |                                             |                                             |                 |                           |                           |                     |                     |                     |       |       |        |                     |                          |                          |                     |                     |                                   |                                   |                       |                       |
|            |            |                                             |                                             |                 |                           |                           |                     |                     |                     |       |       |        |                     |                          |                          |                     |                     |                                   |                                   |                       |                       |
|            |            |                                             |                                             |                 | Ramo di Luzzara ·         | Ramo di Luzzara ·         | Alfonso (1541-1592) | Alfonso (1541-1592) |                     |       |       |        |                     |                          |                          | Orazio (1545-1587)  | Orazio (1545-1587)  |                                   | Ferrante (1544-1586)              | Ferrante (1544-1586)  |                       |
|            |            |                                             |                                             |                 |                           |                           |                     |                     |                     |       |       |        |                     |                          |                          |                     |                     |                                   |                                   |                       |                       |
|            |            |                                             |                                             |                 |                           |                           |                     |                     |                     |       |       |        |                     |                          |                          |                     |                     |                                   |                                   |                       |                       |
| Ferdinando | Ferdinando | Caterina 1 sp. Carlo Trivulzio (1574-1615?) | Caterina 1 sp. Carlo Trivulzio (1574-1615?) | Giulia (1576-?) | Giulia (1576-?)           | Ginevra (1578-?)          | Ginevra (1578-?)    | Giovanna            | Giovanna            | Maria | Maria | Luigia | Luigia              | Luigi (naturale, 1550-?) | Luigi (naturale, 1550-?) | Ramo di Solferino · | Ramo di Solferino · | Rodolfo (1569-1593)               | Rodolfo (1569-1593)               | Francesco (1577-1616) | Francesco (1577-1616) |
|            |            |                                             |                                             |                 |                           |                           |                     |                     |                     |       |       |        |                     |                          |                          |                     |                     |                                   |                                   |                       |                       |
|            |            |                                             |                                             |                 |                           |                           |                     |                     |                     |       |       |        |                     |                          |                          |                     |                     |                                   |                                   |                       |                       |
|            |            |                                             |                                             |                 |                           |                           |                     |                     |                     |       |       |        |                     |                          |                          |                     |                     | Ramo di Castel Goffredo (estinto) | Ramo di Castel Goffredo (estinto) | Ramo di Castiglione · | Ramo di Castiglione · |